# Иван Гончаров
Иван Александрович Гончаров (рус. Ивáн Алексáндрович Гончарóв), Симбирск, 18. јун 1812 — Санкт Петербург, 27. септембар 1891) је био руски писац из доба реализма и руске класике. Написао је 3 романа, од којих је најпознатији Обломов ког је написао 1859, а чији је насловни лик прешао у симбол реалистички развијеног сувишног човека, појма наслеђеног још из романтизма.